# San Felices de los Gallegos
San Felices de los Gallegos è un comune spagnolo di 611 abitanti situato nella comunità autonoma di Castiglia e León.